# Бент Ларсен
Бент Ларсен (рођен 4. марта 1935 -9. септембар 2010). је дански шахиста. Живео је у Аргентини.
Ларсена сматрају најјачим шахистом икада рођеним у Данској, a много година, уз Бобија Фишера и Светозара Глигорића био је један од ретких несовјетских шахиста који су се равноправно носили са екипом совјетских шахиста. Победио је на међузонским турнирима три пута (1964. у Амстердаму, 1967. у Сусу у Тунису и 1976. у Билу у Швајцарској). Постао је интернационални мајстор у својој деветнаестој години, а две године касније добио је титулу велемајстора.
На мечевима кандидата 1965. изгубио је у полуфиналу од Михаила Таља, бившег светског шампиона. Године 1968. изгубио је у полуфиналу од Бориса Спаског, који је потом освојио титулу, а 1971. изгубио је у полуфиналу резултатом 0:6 од Бобија Фишера, који је такође након тога освојио титулу светског шампиона.
Године 1988. изгубио је партију од шаховског рачунара Дубоке мисли (енгл. Deep Thought) на шампионату „Software Toolworks“, и тако постао први велемајстор и шахиста с највишим ЕЛО рејтингом (тада 2.560 поена) кога је победио рачунар на турниру.
Ларсен је наставио да повремено игра до данашњих дана. Године 1999. завршио је као седми од 10 учесника на првенству Данске, а 2002. је био четврти на нокаут Меморијалу Најдорфа. У јулу 2004. његов ЕЛО рејтинг у ФИДЕ био је 2.461.
Ларсен је био маштовит шахиста, више желећи да испроба неортодоксне идеје него да иде сигурним путевима, а познат је по повременим необичним отварањима. Он је од малог броја модерних велемајстора који су често користили Бердово отварање (1. f4), а почетни потез 1. b3 понекад се назива Нимцовић-Ларсенов напад у његову (и Нимцовићеву) част.
Иако Ларсен има негативан резултат са Бобијем Фишером, он је два пута победио Фишера играјући црним фигурама. Ево једне од његових победа у Санта Моници из 1966. (потези су дати у алгебарској шаховској нотацији):
1. e4 e5 2. Sf3 Sc6 3. Lb5 a6 4. La4 Sf6 5. O-O Sxe4 6. d4 b5 7. Lb3 d5 8. dxe5 Le6 9. c3 Lc5 10. Sbd2 O-O 11. Lc2 Lf5 12. Sb3 Lg4 13. Sxc5 Sxc5 14. Te1 Re8 15. Le3 Se6 16. Kd3 g6 17. Lh6 Le7 18. Sd4 Lf5 19. Sxf5 Sxf5 20. Ld2 Kh4 21. Kf1 Sc5 22. g3 Kc4 23. Kg2 Sd3 24. Lxd3 Kxd3 25. Lg5 c6 26. g4 Sg7 27. Te3 Kd2 28. b3 b4 29. Kh3 bxc3 30. Kh6 Se6 0-1